# Neaspasia
Neaspasia es un género de polillas tortrícidas perteneciente a la tribu Eucosmini, de la subfamilia Olethreutinae, orden Lepidoptera. Fue descrito por Alexey Nikolaievich Diakonoff en 1989.

## Especies
- Neaspasia brevibasana  (Walsingham, 1891)
- Neaspasia brevisecta  (Meyrick, 1930)
- Neaspasia coronana  Aarvik, 2014
- Neaspasia homalota  (Razowski, 1995)
- Neaspasia karischi  Aarvik, 2014
- Neaspasia loxochlamys Diakonoff, 1989
- Neaspasia malamigambo  Aarvik, 2014
- Neaspasia orthacta  (Meyrick, 1908)